# Fürstenberg (Oder)

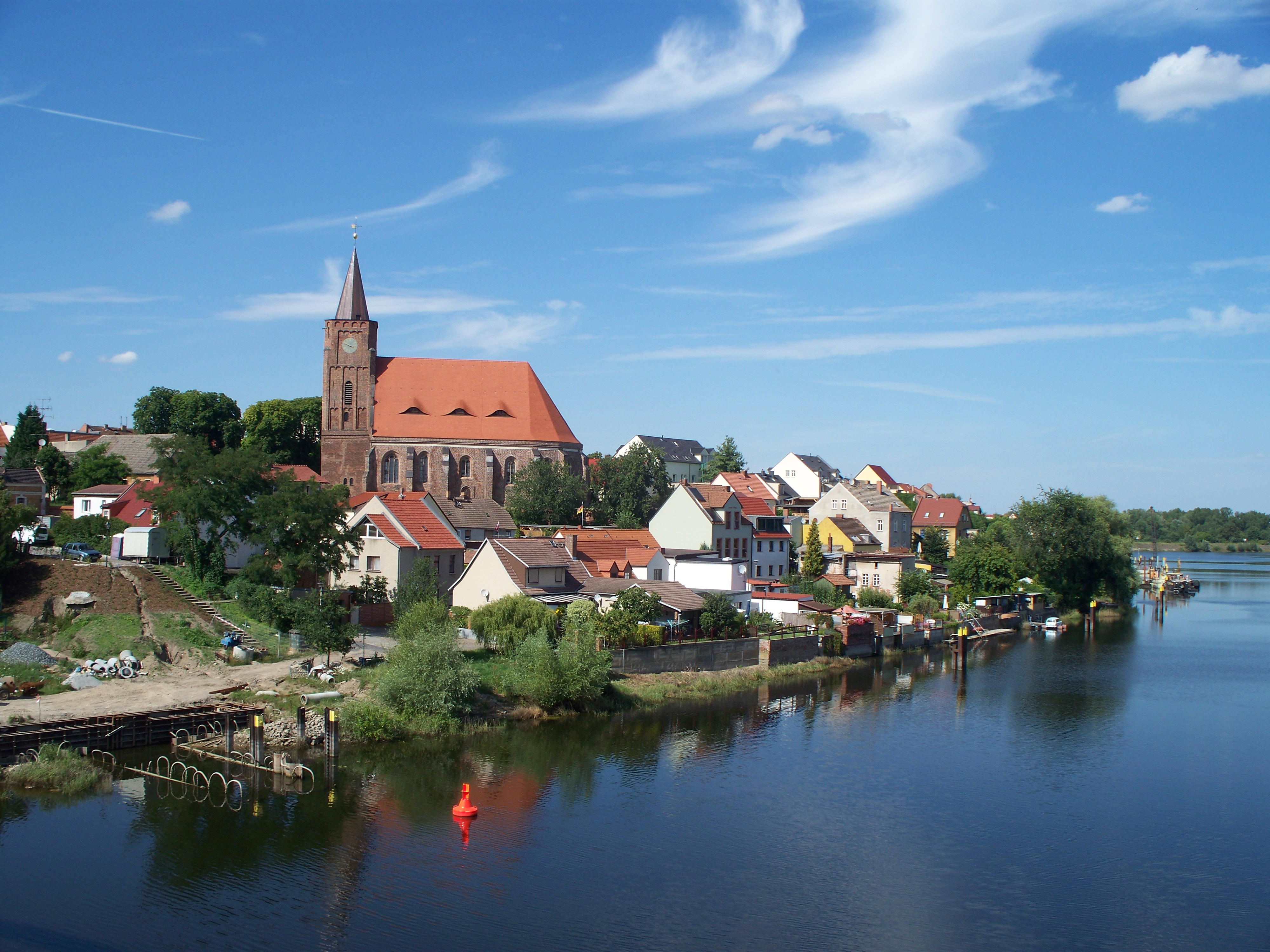

Fürstenberg (Nedersorbisch: Pśibrjog, Pools: Przybrzeg) is een stadsdeel van Eisenhüttenstadt in de `Duitse deelstaat Brandenburg. Het dorp, gesticht in de 13e eeuw, was tot 1961 een zelfstandig stadje en werd op 13 november 1961 opgenomen in de stad Stalinstadt, die in 1953 nieuw werd gesticht. De fusiegemeente kreeg de naam Eisenhüttenstadt. Op 31 december 2016 telde Fürstenberg 4862 inwoners.
Fürstenberg heeft zijn historische oude binnenstad met vele architectonische monumenten grotendeels kunnen behouden en is hierdoor atypisch onder de stadjes aan de Oder.
Fürstenberg werd rond 1250 gesticht als onderdeel van de Oostkolonisatie door de markgraaf van Meißen Hendrik III de Illustere, van het huis Wettin. Eeuwenlang was de plattelandsstad eigendom van en werd het geregeerd door de cisterciënzerabdij van Neuzelle. De industriële ontwikkeling begon in 1846 toen Fürstenberg een spoorwegstation kreeg, het station Fürstenberg, door de aanleg van de Niederschlesisch-Märkische Eisenbahn. 